# Jon Lancaster

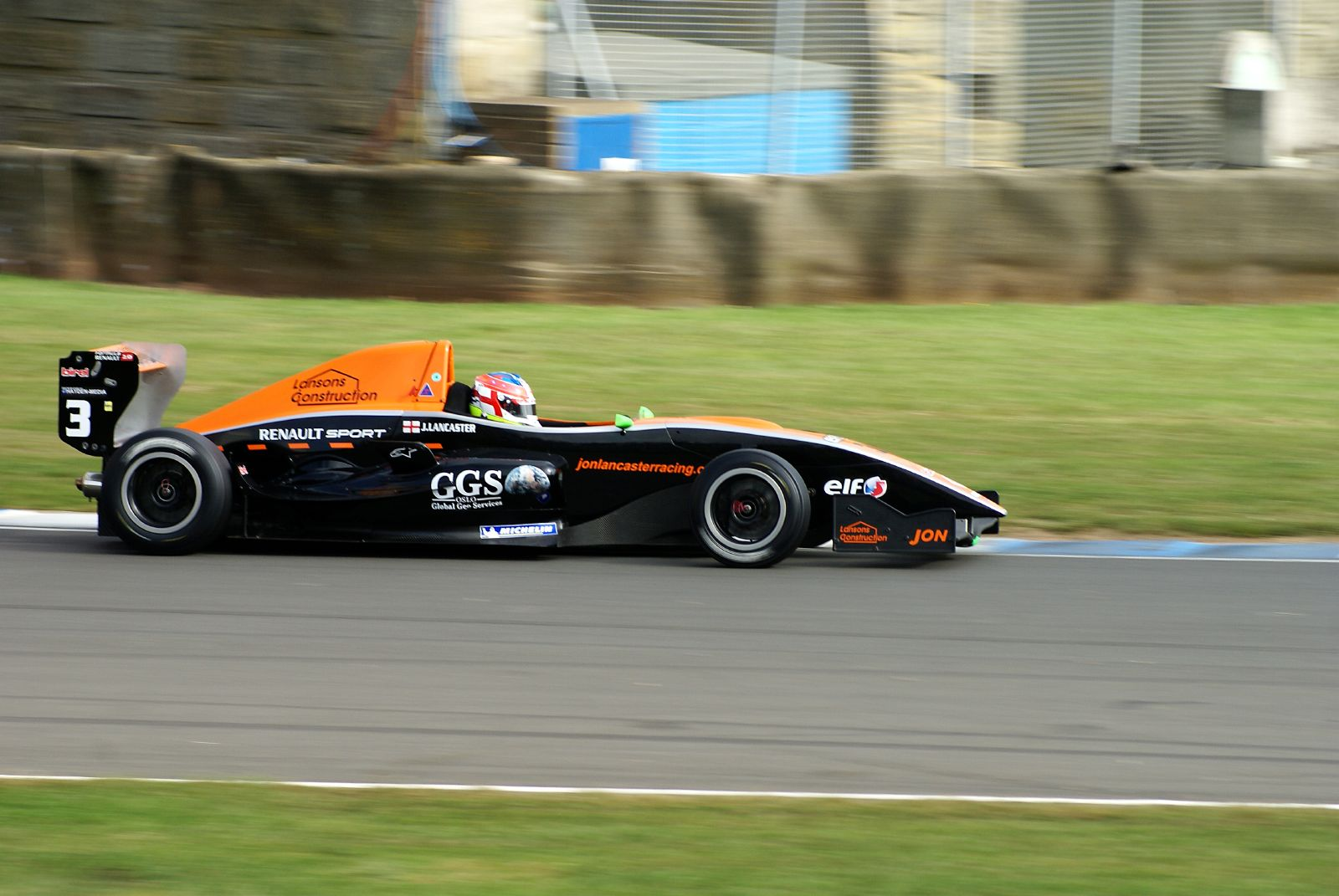
Jon Lancaster i Formula Renault 2.0 Eurocup på Donington Park 2007.

Jon Lancaster, född 10 december 1988 i Leeds, är en brittisk racerförare.

## Racingkarriär
Lancaster slutade tvåa i Formula Renault 2.0 Eurocup 2007. Han flyttade sedan till formel 3. Lancaster skadade sig i en vådlig krasch i premiären på Hockenheimring och kunde sedan inte starta det andra racet. Han kom dock tillbaka och tog sin första pallplats några veckor senare i Pau.
Under 2009 tävlade Lancaster drygt halva säsongen i Formula Renault 3.5 Series, där han vann en tävling. Det räckte dock inte för att tävla i toppen av serien. Totalt blev det en trettonde plats.